# James Mark Sullivan

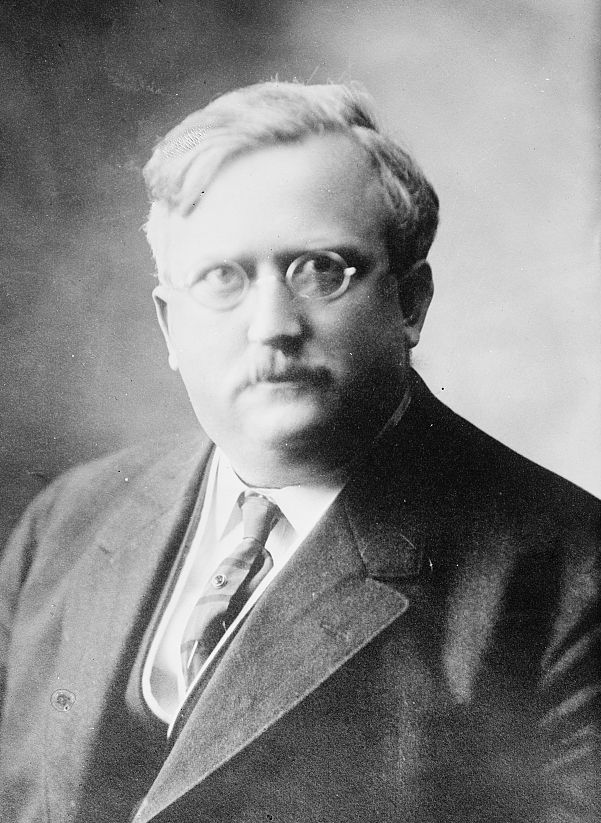
James Mark Sullivan

James Mark Sullivan (* 6. Januar 1873 in Killarney, County Kerry, Irland; † 15. August 1935 in Saint Petersburg, Florida) war ein US-amerikanischer Diplomat.

## Leben
James Sullivan war ein Neffe von Timothy Sullivan. Er studierte an der Yale Law School und gewann dort den Townsend Prize. Am 10. Oktober 1910 heiratete Sullivan in St. Munchin’s, Limerick, Ellen „Nell“ O’Mara (* 6. Juni 1882).
Sullivan war Rechtsanwalt in New York und bekannt für gute Verbindungen zur Tammany Hall. Er brachte die Stimmen der Stadt bei einem Wahlkonvent auf die Seite von Präsidentschaftskandidat Woodrow Wilson. Mit der Unterstützung von US-Außenminister William Jennings Bryan wurde er Gesandter der USA in Santo Domingo.
Am 12. August 1913 wurde er von Woodrow Wilson als Botschafter in die Dominikanische Republik entsandt. Am 23. September 1913 übergab er sein Akkreditierungsschreiben an die Regierung José Bordas Valdez. Sullivan hatte enge Beziehungen zu Frank J. R. Mitchell, dem Präsidenten der Banco Nacional of Santo Domingo, den er dazu veranlasste Regierungsgelder zu veruntreuen. Boaz Walton Long erklärte, Sullivan hätte Regeln des US-Außenministeriums gebrochen, als er Cheques vordatiert hat.
Am 20. Juni 1915 verließ er den Botschafterposten in Santo Domingo. Nach seinem Rücktritt vom Botschafterposten heiratete er eine irische Erbin und lebte in Dublin. Von 1916 bis 1920 leitete Sullivan die Film Company of Ireland. 1916 nahm Sullivan am Osteraufstand teil, O’Rahilly wurde getötet und Sullivan kam mit Weiteren in Kilmainham Gaol in Haft.
Da aus Irland irrtümlich sein Tod gemeldet wurde, erschien in der New York Times am 24. August 1920 ein Nachruf.
Nach dem Historiker des State Departements und einem späteren Nachruf der New York Times starb Sullivan 1935. Laut seinem Nachruf von 1935 starb er an Diabetes mellitus und wurde auf den Glasnevin Cemetery überführt.